# Bernd Riexinger
Bernd Riexinger (født 30. oktober 1955 i Leonberg, Vesttyskland) er en tysk politiker. Han er én af to formænd for partiet Die Linke, valgt den 2. juni 2012.